# Grigori Roitberg
Grigori Roitberg (în rusă Григорий Ройтберг; n. 20 august 1951, Soroca, RSS Moldovenească, URSS) este un evreu moldovean, om de știință medical, cardiolog și antreprenor rus. Este doctor în științe medicale (1990), profesor (1990), șef al Departamentului de Medicină de Familie al Universității Medicale Naționale de Cercetare „N. Pirogov” din Rusia (din 1998), președinte al clinicii private multidisciplinare „Medițina” (din 1990).
Este membru titular (academician) al Academiei de Științe din Rusia (2011). Doctor onorat al Federației Ruse (2003). Laureat al Premiului Guvernului Federației Ruse în domeniul educației (2010) pentru seria de lucrări „Fundamentele diagnosticului clinic și tratamentul bolilor organelor interne”. Este, de asemenea, membru al Biroului prezidiului Congresului evreiesc rus.

## Biografie
S-a născut în orașul Soroca din RSS Moldovenească (actualmente Republica Moldova), în familia zootehnicianului Efim (Haim) Roitberg și asistentei medicale Klara Roitberg. După absolvirea liceului „Aleksandr Pușkin” din oraș (1968), a urmat studiile la al doilea Institut Medical „N. Pirogov” din Moscova (1974) și rezidența clinică la Departamentul de terapie spitalicească în aceeași instituție (1976).
În anii 1976-1981 a lucrat ca medic la Spitalul Clinic Orășenesc Nr. 7 din Moscova. În 1981, după ce și-a susținut teza de doctorat, a devenit șef al departamentului de cardiologie, totodată, profesor asociat al departamentului de terapie spitalicească al Institutului stomatologic din Moscova. Din 1990 devine profesor la Departamentul de Propedeutică de medicină internă, Universitatea de Stat din Rusia. La 28 aprilie 2005 a fost ales membru al Academiei de științe medicale, la 9 decembrie 2011 devine membru cu drepturi depline (academician) al aceleeași academii.
În 1990 a deschis o clinică privată multidisciplinară, precum și un centru de tratament și diagnostic („Medițina”), pe baza căreia în ianuarie 1998, a organizat primul departament de medicină de familie din Rusia, la facultatea de pregătire avansată a medicilor de la Universitatea de Medicină de Stat.